# 権利確定日
権利確定日（けんりかくていび）とは、株式において、株主としての諸々の権利（株式分割割当て・株式無償交付・配当・株主優待など）を得るための確定日のこと。

## 特徴
配当金や株主優待を取得するためには、権利確定日の2営業日前の後場取引終了時点で株式を保有しなければ権利が得られない。但し、現物株が対象となり、信用取引（空買い）で保有していても、株主優待の権利は得られない。
権利付最終売買日の翌営業日（＝権利落ち日）に株式を売っても、配当金や株主優待の権利が得られる。
権利付最終売買日の夜間取引で権利銘柄を売却しても翌営業日の取引扱いになるため、株主優待を得られる。
決算期の3月に権利確定を設定している企業が多いものの、企業によって権利確定月が異なるため、注意が必要。